# Побірченко Ігор Гаврилович
І́гор Гаври́лович Побі́рченко (15 листопада 1923, Київ — 6 квітня 2012, Київ) — радянський і український правознавець та громадський діяч; доктор юридичних наук, професор; заслужений діяч науки і техніки України, академік Національної академії правових наук України; організатор і почесний президент Міжнародного комерційного арбітражного суду при Торгово-промисловій палаті України.

## Біографія
З початком Німецько-радянської війни добровольцем пішов на фронт. З 1 листопада 1941 р. по 9 травня 1945 року боровся з нацистськими загарбниками на Південному, Північно-Кавказькому і Першому Українському фронтах — мотористом кінопересувки, навідником самохідної артилерійської установки СУ-76, командиром танка Т-34|. Будучи командиром танка Т-34, 27 січня 1945 року своєю бойовою машиною разом з екіпажем і десантом пластунських сотень на броні першим пробив огорожу Освенцима [3] (Концентраційний табір і табір смерті Аушвіц-Біркенау), забезпечивши звільнення.декількох тисяч полонених, яких нацисти не встигли вбити або перевезти в інши табори [4].
У 1949 році закінчив Київську юридичну школу, протягом 16 років перебував на керівних посадах в органах державного контролю, юстиції та державного арбітражу. У 1953 році екстерном закінчив юридичний факультет Київського державного університету імені Тараса Шевченка.
З 1961 року викладав у Київському університеті (з 1965 — доцент, з 1972 року — професор); створив і очолив першу на території СРСР кафедру господарського права (з травня 1973 — кафедра цивільного і господарського права, з вересня 1976 — кафедра господарського права). Київський університет став першим вищим навчальним закладом в СРСР, у якому викладався курс господарського права; на юридичному факультеті вперше була введена господарсько-правова спеціалізація з підготовки висококваліфікованих юристів.
У 1992 році при Торгово-промисловій палаті України створив перший в історії України Міжнародний комерційний арбітражний суд, а в 1994 році — Морську арбітражну комісію, які очолював з дня їх заснування.
Член Всесвітньої федерації міжнародних арбітражних інститутів та Європейської арбітражної групи при Міжнародній торговій палаті. Неодноразово розглядав зовнішньоекономічні спори в міжнародних арбітражних судах багатьох країн, як міжнародний арбітр вищої кваліфікації входив до складу міжнародних арбітражних судів 16 країн. Як іноземний арбітр неодноразово розглядав справи в міжнародних арбітражних судах Австрії, Білорусі, Російської Федерації, Сербії, Словаччини, Швеції, де зміг вирішити майже всі зовнішньоекономічні спори на користь України, захистивши її інтереси на мільярди доларів США.
Під час святкування 65-ї річниці Перемоги у Другій світовій війні в рубриці «Життя триває» на Першому каналі українського телебачення ветеран В. Побірченко розповів про свої бойові й трудові подвиги в минулому (70 календарних років) і порадив прийдешньому поколінню дарувати людям творче натхнення, проявляти оптимізм і бажання працювати в ім'я справедливості.
Помер 6 квітня 2012 року; похований на Байковому кладовищі в Києві.

### Родина
Батько — Гаврило Трохимович Побірченко (1895, Корсунь, Київська губернія — 1976), до 1917 — робітник Бобринських залізничних майстерень; згодом — інженер-геодезист.
Мати — Ксенія Федорівна Лебедєва (1899, Кременчук — 1995), випускниця гімназії, вихователька в дошкільних установах і школах.

## Наукова діяльність
У 1964 році захистив кандидатську, в 1971 році — докторську дисертацію («Господарські спори і форми їх вирішення»).
Вважається засновником нового наукового напряму в юридичній науці («Господарська юрисдикція»), київської школи господарського права та теорії господарського процесуального права.
Академік Національної академії правових наук України (1993).
Виступав з доповідями на міжнародних конференціях в 23 країнах. Майже щорічно здійснював організацію міжнародних конференцій та семінарів з проблем міжнародного арбітражу в Україні; був доповідачем на регіональних семінарах. Читав лекції у Львівському, Тбіліському, Братиславському, Брненському, Кошицькому, Лейпцизькому університетах, Харківському та Саратовському юридичному інституті. Очолював редакційну раду журналу «Практика міжнародного комерційного арбітражу».
Підготував трьох докторів і 7 кандидатів наук.
Автор понад 240 наукових праць, у тому числі 12 монографій.

#### Видання
Ігорем Гавриловичем вперше в Україні підготовлено підручники по господарському праву і по арбітражному процесу. Під його загальною редакцією видано збірник нормативних актів «Міжнародний комерційний арбітраж. Закон України. Міжнародні конвенції. Інкотермс 1990»; науково-практичні видання «Міжнародний комерційний арбітраж в Україні: законодавство та практика», «Практика МКАС при ТПП України. Зовнішньоекономічні спори», «Міжнародний комерційний арбітраж в Україні. Теорія та законодавство». Статті І. Р. Побірченко поміщені в п'яти книгах, виданих у Великій Британії, Німеччині, Фінляндії, а також у багатьох іноземних журналах.

## Нагороди
- Орден князя Ярослава Мудрого V і IV ступенів (1997, 2003)
- Орден Богдана Хмельницького III і II ступенів (1999, 2006)
- Почесні грамоти Кабінету Міністрів України (1997), Верховної Ради України (2003)
- Пам'ятна медаль Верховної Ради України «Десять років незалежності України» (2002)
- Заслужений діяч науки і техніки України (1990)
- Почесні відзнаки:
  - Вищого господарського суду України (1992)
  - Союзу юристів України (2000)
  - Торгово-промислової палати України (2001)
  - Міністерства юстиції України (2002)
  - Конституційного суду України (2003)
- Почесне звання «Народний посол України» (1999)
- Высшая юридическая премія «Фемида» (Россия, 2004)
- Орден Вітчизняної війни II ступеня (6.4.1985)[3]
- Іменна вогнепальна зброя
- 28 медалей, в тому числі:
  - «За відвагу»
  - Дві — «За бойові заслуги»
  - «За оборону Кавказу»
  - «За визволення Варшави»
  - «За визволення Праги»
  - «За взяття Берліна»
  - «За хоробрість перед ворогом» (ЧССР)
- Золота медаль Брненского університету
- Золота медаль Кошицького університету
- Срібна медаль Братиславского університету.

## Пам'ять
У Києві на стіні будинку на вул. Інститутській, 17/9, в якому жив В. Р. Побірченко, встановлена меморіальна дошка.

## Зноски
1. ↑  Енциклопедія «who-is-who.ua».
2. ↑  А.Онуфриенко, 2012.
3. ↑  Побирченко Игорь Гаврилович. Подвиг народа. Архів оригіналу за 13 березня 2012. Процитовано 11 травня 2016.